# Söderåkra
Söderåkra is een plaats in de gemeente Torsås in het landschap Småland en de provincie Kalmar län in Zweden. De plaats heeft 963 inwoners (2005) en een oppervlakte van 136 hectare.
In de plaats liggen een hotel, golfbaan en winkelcentrum.

## Verkeer en vervoer
Bij de plaats lopen de Europese weg 22 en Länsväg 130.

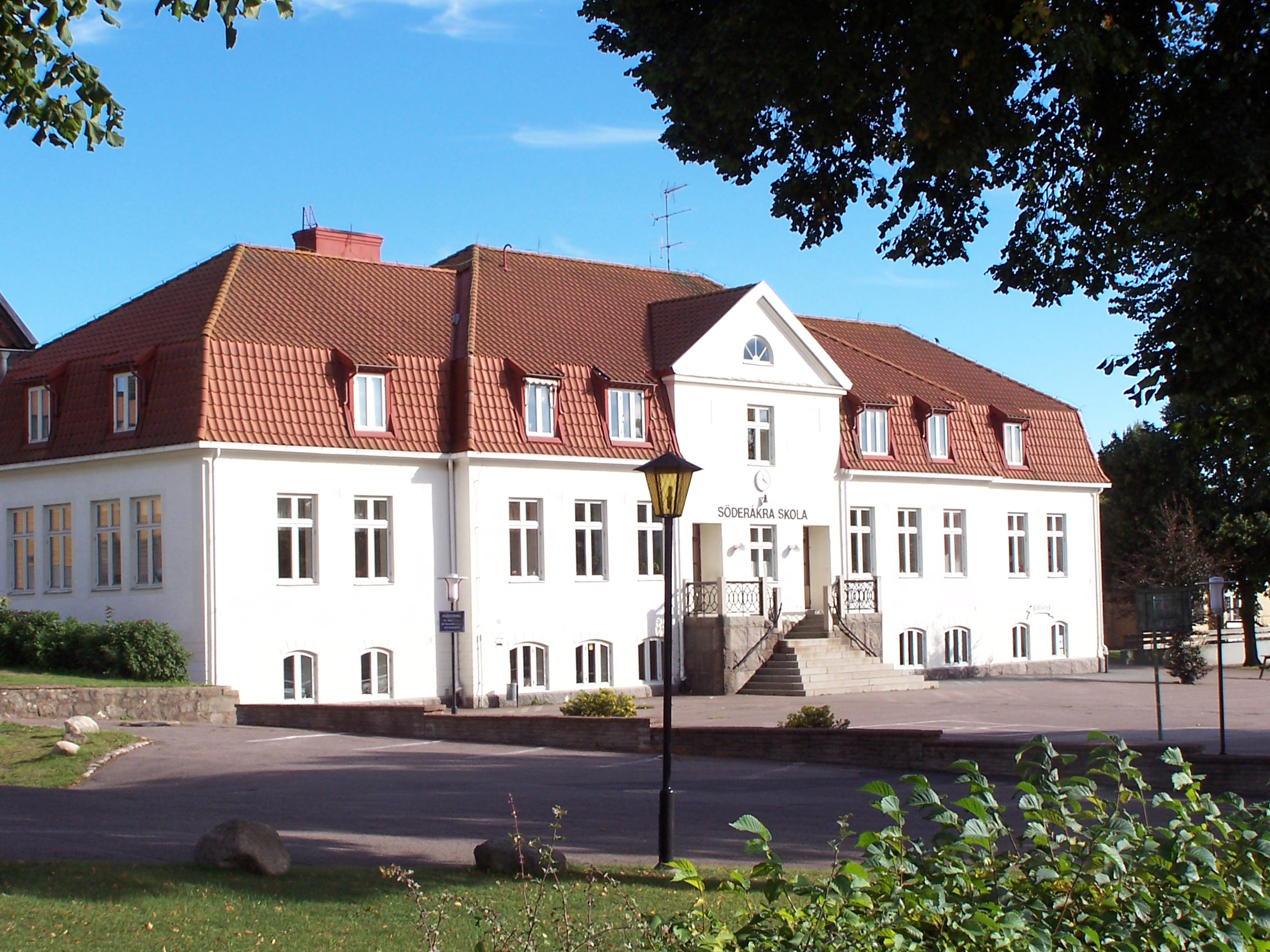
Söderåkras school